# Матчи женской сборной России по футболу 1993
Второй сезон женской сборной России по футболу.

Матчи женской сборной России по футболу в 1993
| матчи        | игры | выигрыши | ничьи | поражения | разность мячей |
| ------------ | ---- | -------- | ----- | --------- | -------------- |
| официальные  | 14   | 6        | 3     | 5         | 19-19          |
| товарищеские | 4    | 2        | 2     | 0         | 5-1            |
| ИТОГО        | 18   | 8        | 5     | 5         | 24-20          |

## Список матчей
Легенда
 Победа сборной России
 Ничья
 Поражение сборной России

### Официальные матчи
| 9 марта 1993 Товарищеский матч | Молдова | 0:1   | Россия      | Анений-Ной                                                                 |
| 15:00 |         | Отчет | 11′ Баркова | Стадион: Городской стадион Зрителей: 500 Судья: Валерий Бырлэдян (Молдова) |
| Молдова: Кудрицкая, Кара ( 70' Танская), Прилипчану, Продан, Цуркану, Мезь, Мэмэлигэ, Азоицей, Крышмару, Грэждян, Власюк ( 66' Каптанарь) · Россия: Петько, Сметанина, Емельянова ( 41' Г.Добычина), Коробицына, Кучер, Коньякова, Сотникова, Баркова ( 60' Лебеденко), Бундуки ( 42' Летюшова), Кононова ( 41' Н.Добычина), Жихарева |         |       |             |                                                                            |

| 13 марта 1993 Товарищеский матч | Греция | 0:1 | Россия   | Ламия |
| |        |     | Кононова |       |
| Россия: Петько, Коньякова, Коробицына, Кучер, Сметанина, Баркова ( 41' Н.Добычина), Бундуки ( 41' Летюшова), Емельянова, Жихарева ( 50' Г.Добычина, 60' Лебеденко), Кононова Сотникова |        |     |          |       |

| 28 мая 1993 Товарищеский матч Lyon'ne Cup | Франция                                                            | 5:0   | Россия | Калюр |
| | Jézequel 4′ · Fusier 50′, 53′ · Hillion-Guillemin 60′ · Sykora 71′ | Отчет |        |       |
| Франция: Roux, Herphelin, Hillion-Guillemin, Riera ( 41' Locatelli), Diacre, Bernadette, Sykora, Gout, Jézequel, Richoux Laurence ( 60' Orsat Christine), Sandrine Fusier · Россия: Петько, Коньякова, Кучер, Сметанина, Буракова, Баркова, Бундуки, Васильева ( 60' Лебеденко), Н.Добычина ( 48' Г.Добычина), Кононова Сотникова |                                                                    |       |        |       |

| 30 мая 1993 Товарищеский матч Lyon'ne Cup | Польша | 1:1 (4:3 пен.) | Россия   | Лион |
| |        |                | Кононова |      |
| Россия: Морозова, Коньякова, Кучер, Сметанина, Буракова, Бундуки, Васильева ( 41' Г.Добычина), Жихарева ( 41' Баркова), Лебеденко, Кононова Сотникова |        |                |          |      |

| 31 мая 1993 Товарищеский матч, Lyon'ne Cup | Молдова | 1:4   | Россия                | Лион |
| |         | [ 5 ] | -3 Кононова · Бундуки |      |
| Россия: Морозова, Исаева, Буракова, Коньякова, Кучер, Сметанина, Бундуки ( 41' Баркова), Васильева ( 41' Г.Добычина), Жихарева ( 41' Сотникова), Лебеденко, Кононова |         |       |                       |      |

| 28 июня 1993 Товарищеский матч турнир в Хотьково | Россия                | 2:2 | Греция | Хотьково         |
| | Кононова · Мерзликина |     |        | Стадион: Энергия |
| Греция: Капитонова, Буракова, Коньякова, Кучер, Коробицына, Васильева ( 46' Г.Добычина), Емельянова, Заика ( 41' Лисачева), Кононова, Мерзликина, Сметанина |                       |     |        |                  |

| 28 июля 1993 Товарищеский матч турнир в Чебоксарах                                                                      | Россия             | 2:2 | КНДР                   | Чебоксары |
| | Кононова · Егорова |     | Lee E Gen · Kim Gen Hi |           |
| Россия: Петько, Буракова, Коробицына, Горбачева, Босикова, Егорова, Емельянова, Кононова, Кучер, Мерзликина, Светлицкая |                    |     |                        |           |

| 17 августа 1993 Товарищеский матч | Финляндия | 2:0 | Россия | Киркконумми |
| Россия: Капитонова ( 51' Подойницына), Буракова, Коньякова, Коробицына, Кучер, Егорова, Емельянова ( 55' Коломиец), Заика ( 61' Г.Добычина), Кононова, Мерзликина, Светлицкая |           |     |        |             |

| 18 августа 1993 Товарищеский матч                                                                                             | Финляндия | 1:2 | Россия                | Вантаа |
| |           |     | Кононова · Емельянова |        |
| Россия: Подойницына, Буракова, Коньякова, Коробицына, Кучер, Светлицкая, Емельянова, Кононова, Мерзликина, Сметанина, Егорова |           |     |                       |        |

| 29 августа 1993 Отборочный матч ЧЕ-1995 | Украина | 0:2   | Россия                       | Киев                         |
| 17:00 MSK |         | Отчет | 18′ Егорова · 27′ Светлицкая | Стадион: УТК имени Банникова |
| Украина: Савченко, Ижко, Борчук, Резвин, Приходько, Верезубова ( 65' Игнатович), Мазуренко, Сергиенко ( 56' Стеценко), Гусакова, Фришко, Швецова · Россия: Петько, Буракова, Коньякова, Коробицына (), Кучер, Светлицкая, Мерзликина, Емельянова, Бундуки ( 89' Сметанина), Кононова ( 90' Г.Добычина), Егорова |         |       |                              |                              |

| 25 сентября 1993 Товарищеский матч | Россия      | 1:2   | Франция                            | Люберцы |
| | Бундуки 75′ | Отчет | 48′ Sandrine Fusier · 50′ Jézequel |         |
| Россия: Петько, Александрова ( 79' Г.Добычина), Баркова ( 70' Черепушкина), Бундуки, Буракова, Заика, Кононова, Коньякова ( 31' Гаврилина), Мерзликина, Сметанина, Сотникова · Франция: Roux ( 65' Gouezel), Nowak, Hillion-Guillemin, Locatelli, Diacre ( 65' Riera), Bernadette ( 46' Baron), Sykora, Gout ( 46' Olive), Jézequel, Richoux Laurencee ( 46' Bernauer), Sandrine Fusier |             |       |                                    |         |

| 16 октября 1993 Отборочный матч ЧЕ-1995 | Румыния                  | 2:2   | Россия         | Кымпина         |
| 15:00 MSK | Apostol 35′ · Simion 68′ | Отчет | 5′, 17′ Савина | Стадион: Poiana |
| Румыния: Mladin, Stoica, Nicola, Marinau, Simion, Apostol, Ghevrec-vasilescu () ( 80' Santa), Delicoiu, Grigore, Cormos, Leonte ( 57' Pufulete) · Россия: Петько, Буракова, Егорова, Емельянова ( 57' Бундуки), Кононова, Коробицына (), Мерзликина, Савина, Светлицкая, Сметанина, Сотникова |                          |       |                |                 |

| 7 декабря 1993 Товарищеский матч Tarragona Tournament                                                                                                 | Германия    | 1:0 | Россия | Таррагона                   |
| | Grigoli 39′ |     |        | Судья: José Munoz (Испания) |
| Россия: Петько, Горбачева, Литвинова, Коньякова, Буракова, Сотникова ( 46' Александрова), Мерзликина, Баркова, Егорова, Кононова ( 46' Савина), Заика |             |     |        |                             |

| 8 декабря 1993 Товарищеский матч Tarragona Tournament                                                                                  | Испания | 0:1 | Россия       | Таррагона |
| |         |     | 17′ Кононова |           |
| Россия: Петько, Александрова, Буракова, Горбачева, Егорова ( 80' Савина), Заика, Кононова, Коньякова, Литвинова, Мерзликина, Сотникова |         |     |              |           |

### Товарищеские матчи
| 26 июня 1993 Товарищеский матч турнир в Хотьково | Россия | 1:1 | «Россия» (Хотьково) | Хотьково |

| 28 июня 1993 Товарищеский матч турнир в Хотьково | Россия | 0:0 | «Легенда» (Чернигов) | Хотьково |

| 25 июля 1993 Товарищеский матч турнир в Чебоксарах | Россия                     | 2:0 | «Надежда» (Могилёв) | Чебоксары |
|                                                    | Егорова 45′ · Кононова 62′ |     |                     |           |

| 26 июля 1993 Товарищеский матч турнир в Чебоксарах | Россия            | 2:0 | «Волжанка» (Чебоксары) | Чебоксары |
|                                                    | Кононова 37′, 60′ |     |                        |           |

## Игры и голы
Игроки включённые в список «33 лучшие футболистки сезона 1993 года».
| №.             | Нац.        | Позиция | Игрок                 | Всего   | Всего   | Официальные матчи | Официальные матчи | Товарищеские матчи | Товарищеские матчи |
| №.             | Нац.        | Позиция | Игрок                 | Игры    | Голы    | Игры              | Голы              | Игры               | Голы               |
| Вратари        | Вратари     | Вратари | Вратари               | Вратари | Вратари | Вратари           | Вратари           | Вратари            | Вратари            |
| -------------- | ----------- | ------- | --------------------- | ------- | ------- | ----------------- | ----------------- | ------------------ | ------------------ |
| «Русь»         | Флаг России | Вр      | Светлана Петько       | 9       | -12     | 9                 | -12               | -                  | -                  |
| «Лада»         | Флаг России | Вр      | Елена Морозова        | 2       | -2      | 2                 | -2                | -                  | -                  |
| ЦСК ВВС        | Флаг России | Вр      | Светлана Подойницына  | 2       | -2      | 2                 | -2                | -                  | -                  |
| «Энергия»      | Флаг России | Вр      | Лариса Капитонова     | 2       | -3      | 2                 | -3                | -                  | -                  |
| Полевые игроки |             |         |                       |         |         |                   |                   |                    |                    |
| «СКИФ-Фемина»  | Флаг России | ПЗ      | Ирина Александрова    | 3       | 0       | 3                 | 0                 | -                  | -                  |
| «СКИФ-Фемина»  | Флаг России | Защ     | Валентина Баркова     | 7       | 1       | 7                 | 1                 | -                  | -                  |
| «Энергия»      | Флаг России | ПЗ      | Надежда Босикова      | 1       | 0       | 1                 | 0                 | -                  | -                  |
| «Русь»         | Флаг России | Нап     | Наталья Бундуки       | 8       | 2       | 8                 | 2                 | -                  | -                  |
| «Калужанка»    | Флаг России | Защ     | Марина Буракова       | 12      | 0       | 12                | 0                 | -                  | -                  |
| «Волжанка»     | Флаг России | ПЗ      | Ольга Васильева       | 4       | 0       | 4                 | 0                 | -                  | -                  |
| «СКИФ-Фемина»  | Флаг России | ПЗ      | Елена Гаврилина       | 1       | 0       | 1                 | 0                 | -                  | -                  |
| «Сибирячка»    | Флаг России | ПЗ      | Марина Горбачева      | 3       | 0       | 3                 | 0                 | -                  | -                  |
| «Калужанка»    | Флаг России | ПЗ      | Галина Добычина       | 9       | 0       | 9                 | 0                 | -                  | -                  |
| «Калужанка»    | Флаг России | Защ     | Нийоле Добычина       | 3       | 0       | 3                 | 0                 | -                  | -                  |
| ЦСК ВВС        | Флаг России | Нап     | Татьяна Егорова       | 8       | 3       | 7                 | 2                 | 1                  | 1                  |
| «Энергия»      | Флаг России | Нап     | Наталья Емельянова    | 8       | 1       | 8                 | 1                 | -                  | -                  |
| «Текстильщик»  | Флаг России | ПЗ      | Елена Жихарева        | 4       | 0       | 4                 | 0                 | -                  | -                  |
| «СКИФ-Фемина»  | Флаг России | ПЗ      | Ирина Заика           | 5       | 0       | 5                 | 0                 | -                  | -                  |
| «Волжанка»     | Флаг России | ПЗ      | Юлия Исаева           | 1       | 0       | 1                 | 0                 | -                  | -                  |
| ЦСК ВВС        | Флаг России | ПЗ      | Марина Коломиец       | 1       | 0       | 1                 | 0                 | -                  | -                  |
| «Русь»         | Флаг России | Нап     | Елена Кононова        | 16      | 12      | 14                | 9                 | 2                  | 3                  |
| «Волжанка»     | Флаг России | ПЗ      | Елена Коньякова       | 12      | 0       | 12                | 0                 | -                  | -                  |
| «Сибирячка»    | Флаг России | ПЗ      | Людмила Коробицына    | 8       | 0       | 8                 | 0                 | -                  | -                  |
| «Русь»         | Флаг России | Защ     | Татьяна Кучер         | 10      | 0       | 10                | 0                 | -                  | -                  |
| «Россия»       | Флаг России | ПЗ      | Елена Лебеденко       | 5       | 0       | 5                 | 0                 | -                  | -                  |
| «Энергия»      | Флаг России | Нап     | Ольга Летюшова        | 2       | 0       | 2                 | 0                 | -                  | -                  |
| ЦСК ВВС        | Флаг России | ПЗ      | Светлана Литвинова    | 2       | 0       | 2                 | 0                 | -                  | -                  |
| «Волжанка»     | Флаг России | ПЗ      | Елена Лисачёва        | 1       | 0       | 1                 | 0                 | -                  | -                  |
| «Русь»         | Флаг России | ПЗ      | Мария Мерзликина      | 9       | 1       | 9                 | 1                 | -                  | -                  |
| ЦСК ВВС        | Флаг России | Нап     | Лариса Савина         | 3       | 2       | 3                 | 2                 | -                  | -                  |
| ЦСК ВВС        | Флаг России | Нап     | Александра Светлицкая | 5       | 1       | 5                 | 1                 | -                  | -                  |
| «Русь»         | Флаг России | ПЗ      | Алла Сметанина        | 10      | 0       | 10                | 0                 | -                  | -                  |
| «СКИФ-Фемина»  | Флаг России | ПЗ      | Елена Сотникова       | 9       | 0       | 9                 | 0                 | -                  | -                  |
| «Снежана»      | Флаг России | ПЗ      | Елена Черепушкина     | 1       | 0       | 1                 | 0                 | -                  | -                  |